# NGC 21
NGC 21 (ook wel NGC 29, PGC 767, IRAS00082+3304, UGC 100, ZWG 499.66, MCG 5-1-48 of KAZ 19) is een balkspiraalstelsel in het sterrenbeeld Andromeda.
NGC 21 werd op 26 november 1790 ontdekt door de Duits-Britse astronoom Wilhelm Herschel. Lewis A. Swift ontdekte dit sterrenstelsel op 20 september 1885 en wist niet dat deze reeds ontdekt was. Het sterrenstelsel draagt nu twee nummers: NGC 21 (Swift) en NGC 29 (Herschel).